# Макмёрдо, Артур Хейгейт
Артур Хейгейт Макмёрдо (англ. Arthur Heygate Mackmurdo; 12 декабря 1851, Лондон — 15 марта 1942, Молдон, Эссекс) — архитектор-декоратор, рисовальщик и художник декоративно-прикладного искусства английского модерна, оказавший влияние на движение «Искусства и ремёсла».

## Биография
Артур Макмердо родился в Лондоне в семье богатого фабриканта химической промышленности. Учился у архитектора Т. Чатфилда Кларка, от которого, как он утверждал, ничему не научился. Затем, в 1869 году, он стал помощником архитектора «готического возрождения» Джеймса Брукса. В молодые годы испытал значительное влияние эстетики Уильяма Блейка и идей Кристофера Рена. В Оксфорде Макмердо посещал школу рисования Джона Рёскина и слушал его лекции, оказавшие на него значительное воздействие. В 1874 году он сопровождал Рёскина в путешествии по Италии, где изучал и зарисовывал шедевры классической архитектуры итальянского Возрождения. Некоторое время он остался учиться во Флоренции; несмотря на влияние Рёскина, его впечатлила именно итальянская архитектура. После возвращения из Италии, в 1874 году художник открыл собственную архитектурную мастерскую в центре Лондона на Саутгемптон-стрит, 28.
В 1877 году Макмердо выступил одним из активных участников создания Общества защиты памятников старины, где встретил Уильяма Морриса, с которым обнаружил общность взглядов на искусство. Как и лидер движения «Искусства и ремёсла», Макмердо видел будущее в единении искусства и ремесла и считал, что не должно быть различий между понятиями «художник» и «ремесленник». Подобный подход получил в дальнейшем воплощение в художественной программе английского модерна и франко-бельгийского стиля ар-нуво.
В 1882 году, совместно с художниками Гербертом Хорном и Селвином Имиджем, Макмердо организовал студию «Гильдия века», в которой в традициях мастерской Уильяма Морриса художники изготавливали предметы декоративно-прикладного искусства и проектировали элементы оформления жилого интерьера: мебель, ткани, обои. Для пропаганды своих идей Гильдия издавала журнал «Конёк», или «Конёк Гильдии века» (The Century Guild Hobby Horse), название которого основано на игре английских слов: hobby — «конёк» в значении любимое занятие, и hobby-horse — детская качалка-конёк. Макмердо был главным редактором и художником издания. В журнале воспроизводили рисунки и проекты, основанные на растительном (флоральном) декоре — волнообразно изогнутых стеблей растений и цветов: лилий, камыша, цикламенов, ирисов — наиболее распространённых мотивов модерна, включая «цветок подсолнуха Макмердо».
Друг Уолтера Крейна, художник принимал активное участие в работе созданного им «Общества искусств и ремёсел». Среди других художников, связанных с «Гильдией века», были Селвин Имидж, Клемент Хитон, Уильям Де Морган, Хейвуд Самнер, Кристофер Уолл, Чарльз Уинстенли, Уильям Келлок Браун, Джордж Эслинг и протеже Джона Раскина, скульптор Бенджамин Кресвик. Это была одна из наиболее успешных ремесленных гильдий своего времени. Её художники предлагали заказчикам полную меблировку зданий, участвуя как в проектировании, так и в изготовлении; Сам Макмёрдо овладел несколькими ремёслами, в том числе металлообработкой и столярным делом.
В 1884 году «Гильдия века» представила экспозицию своих изделий в виде музыкальной комнаты на Выставке здоровья (Health Exhibition) в Лондоне; проекты художников были показаны на последующих выставках в Манчестере и Ливерпуле. В проектах повторялись два любимых мотива Макмердо. Один из них представлял собой листву «в извилистых изгибах». Николаус Певзнер описал использование Макмердо такой листвы на титульном листе издания «Городские церкви Кристофера Рена» (1883) как «первое произведение в стиле модерн, которое можно проследить», определив, что на него главным образом повлияли Россетти и Бёрн-Джонс, и, в конечном итоге, через них Уильям Блейк.
Лучшая и самая полная коллекция произведений Артура Макмердо находится в Галерее Уильяма Морриса (William Morris Gallery) в Уолтемстоу, которой художник завещал большую часть своего наследия: графические работы, мебель, эскизы обоев и тканей.

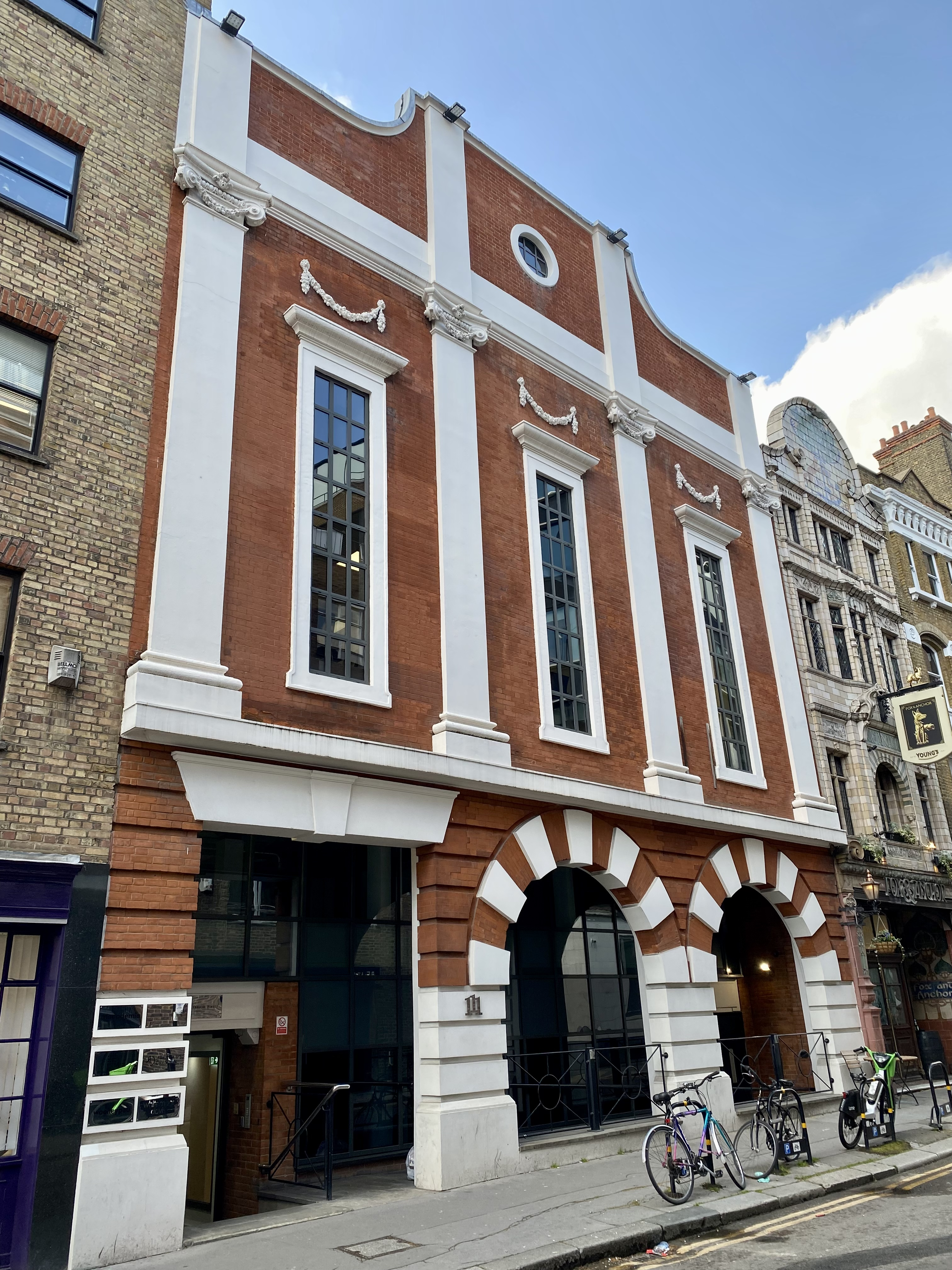
Здание школы Чартерхаус. Фасад. Фаррингдон, Лондон
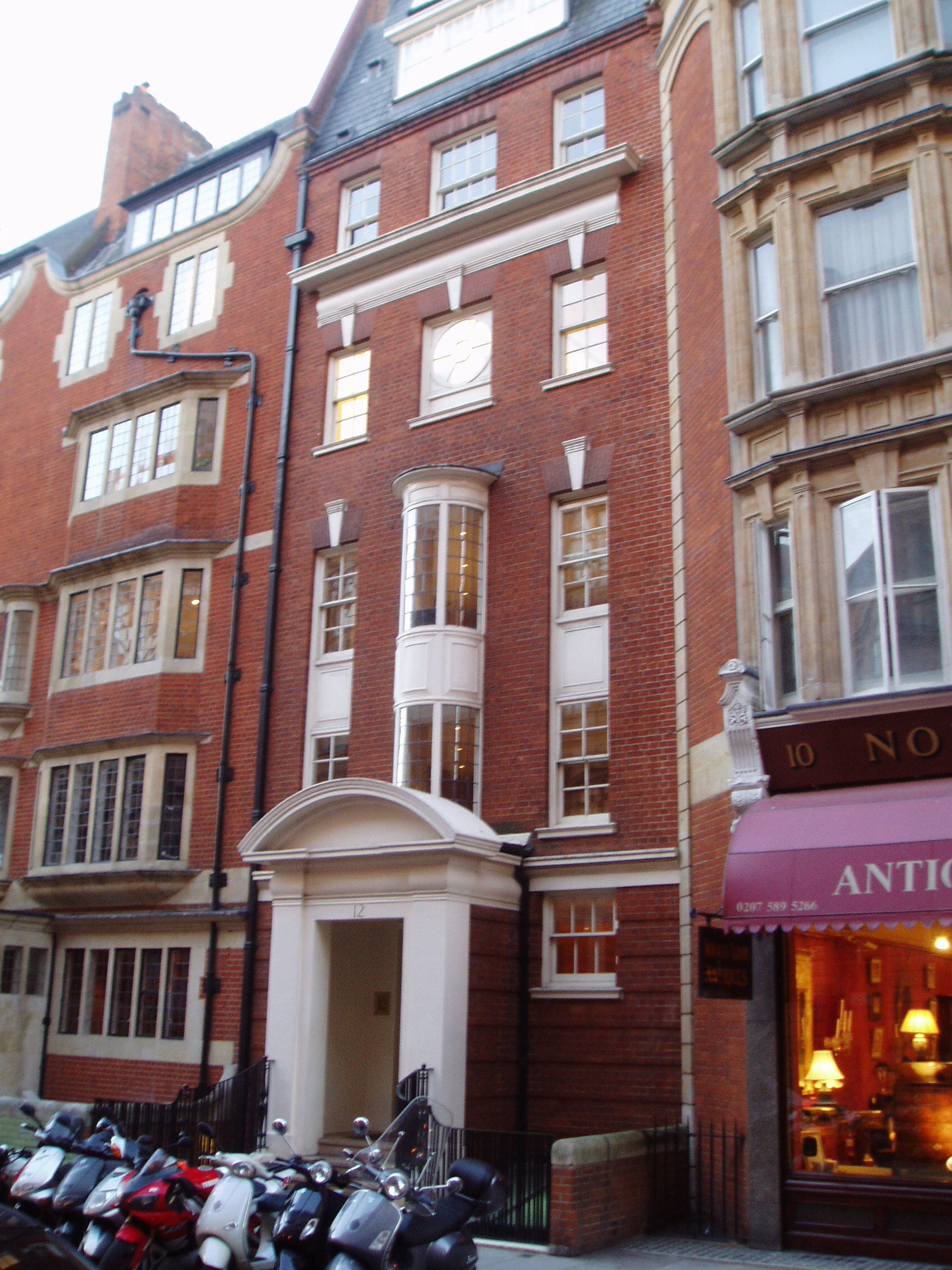
Здание на Ханс Роуд, Лондон
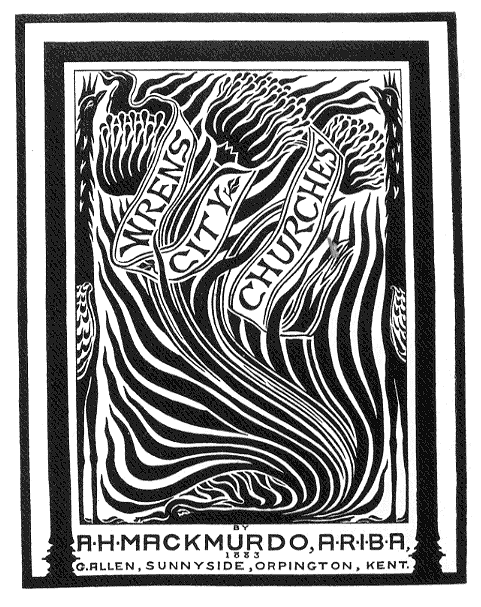
Обложка издания «Городские церкви Кристофера Рена». 1883
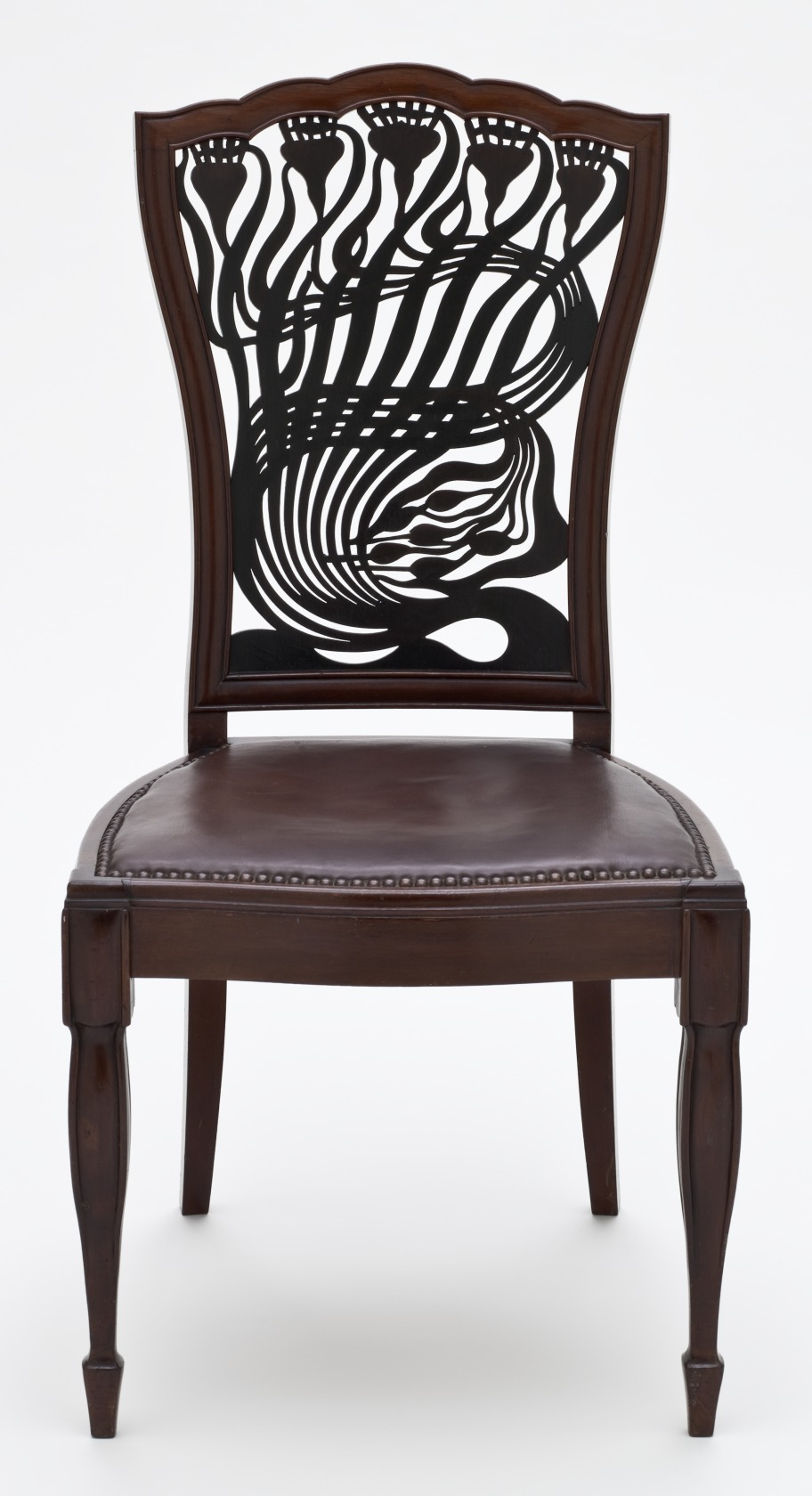
Стул. 1883
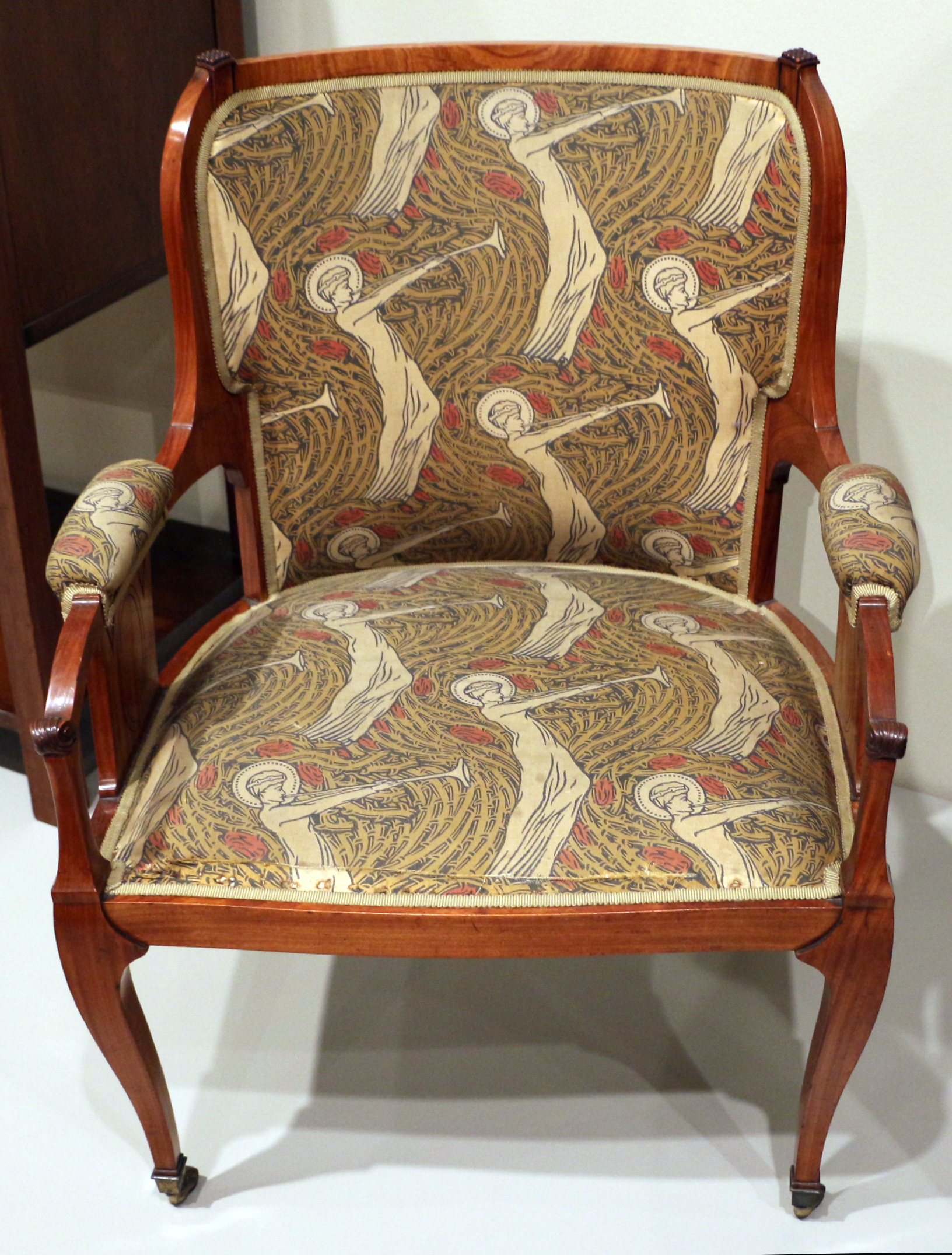
Кресло. 1885
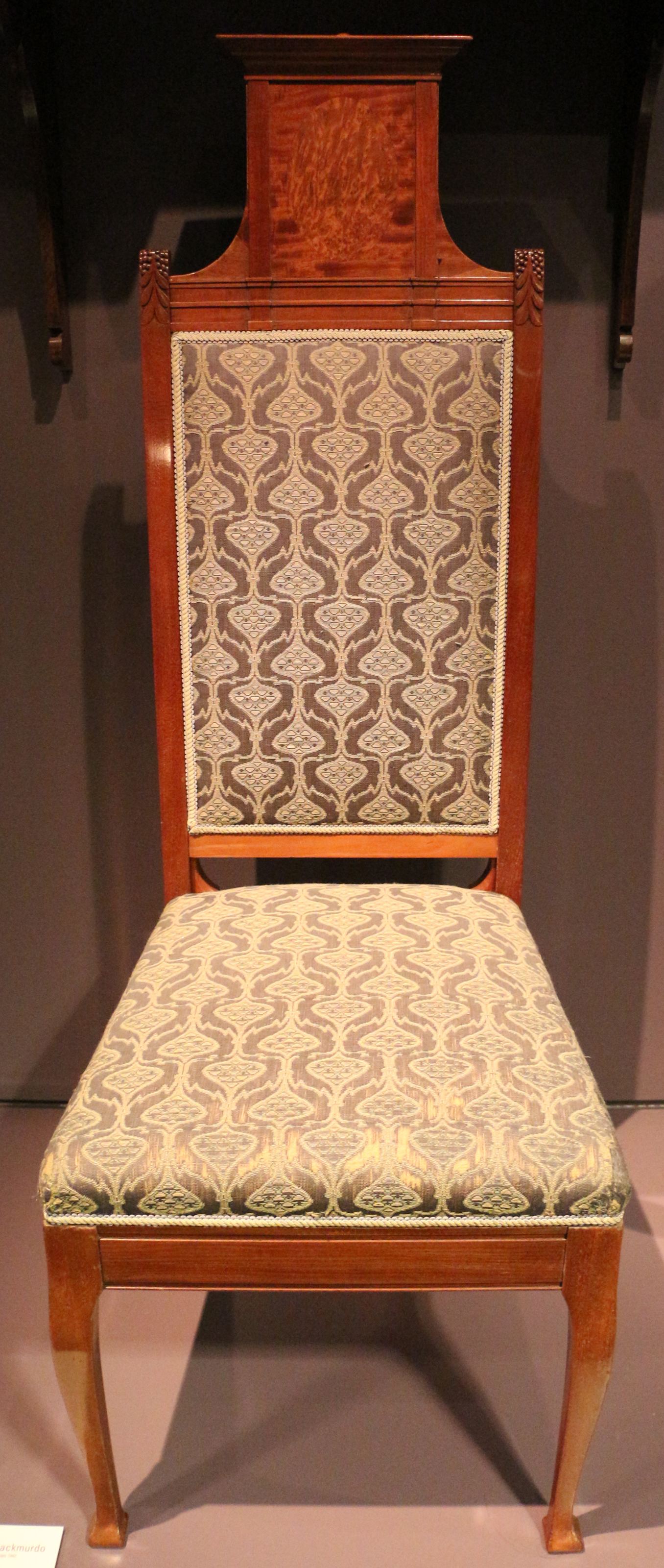
Стул. 1886
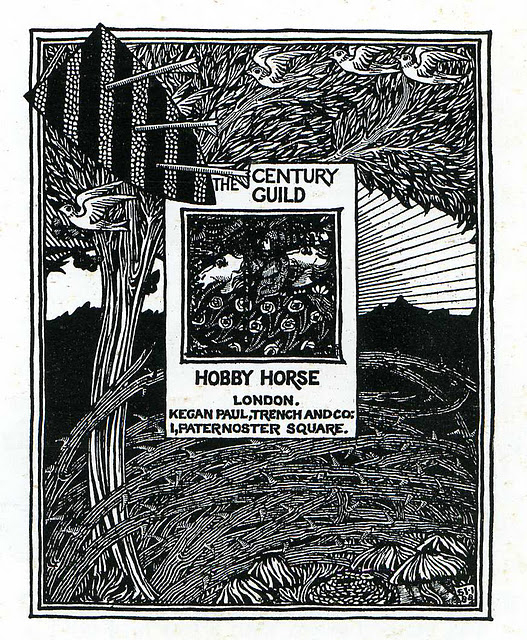
Обложка журнала «Конёк Гильдии века». Апрель 1884